# Ryan Rehkow
Ryan Rehkow (Veradale, 11 settembre 1998) è un giocatore di football americano statunitense che milita nel ruolo di punter per i Cincinnati Bengals della National Football League (NFL).

## Carriera

### Kansas City Chiefs
Al college Rehkow giocò a football a BYU. Dopo non essere stato scelto nel Draft NFL 2024 firmò con i Kansas City Chiefs. Fu svincolato il 13 giugno 2024.

### Cincinnati Bengals
Il 26 luglio 2024 Rehkow firmò con i Cincinnati Bengals. Prima dell’inizio della stagione regolare fu nominato punter titolare della squadra. Debuttò come professionista l’8 settembre 2024, stabilendo un record NFL per yard medie lorde per punt in una partita, dopo averne calciati 4 a una media di 64,5 l’uno, battendo il vecchio primato di 63,6 stabilito da A.J. Cole nel 2023. Inoltre, un suo punt da 80 yard in quella partita fu un nuovo record di franchigia per i Bengals.

## Palmarès
- PFWA All-Rookie Team - 2024